# Facultad de Derecho de la Universidad de Costa Rica
La Facultad de Derecho de la Universidad de Costa Rica es una de las doce facultades universitarias que conforman la Universidad de Costa Rica. Sus orígenes se remontan a la Escuela de Derecho de la Universidad de Santo Tomás por lo que se le considera, junto con la Facultad de Farmacia de la misma universidad, como la facultad más antigua del país. Por sus aulas han  pasado catorce ex presidentes de Costa Rica, incluido el Premio Nobel de la Paz Óscar Arias Sánchez.
Actualmente imparte la carrera de Derecho en la Ciudad Universitaria Rodrigo Facio (Montes de Oca,  San José), así como en las sedes de Occidente (San Ramón, Alajuela) y de Guanacaste (Liberia, Guanacaste) de la Universidad de Costa Rica.